# Ralph Montagu, I duca di Montagu
Ralph Montagu, I duca di Montagu (Inghilterra, 24 dicembre 1638 – Inghilterra, 9 marzo 1709), è stato un nobile e diplomatico britannico.

## Biografia
Ralph Montagu era il figlio secondogenito di Edward Montagu, II barone Montagu di Boughton (1616–1684) e di sua moglie, Anne Winwood, figlia del Segretario di Stato Ralph Winwood.
Sir Edward Montagu, Chief Justice di King's Bench al tempo di Enrico VIII fu nonno di Henry Montagu, I conte di Manchester e di Edward Montagu, I barone Montagu di Boughton (1562–1644), che venne imprigionato nella Torre di Londra dal parlamento per accusa di lealtà nei confronti di Carlo I. Il primogenito di quest'ultimo, Edward, gli succedette come II barone, prese un seggio in parlamento nel corso della guerra civile inglese e fu uno dei lord che accompagnarono il re da Newark-on-Trent a Holmby House dopo la sua resa agli scozzesi nel gennaio del 1647.
Egli ebbe due figli, di cui Ralph era il più giovane. Il primogenito, Edward, fu maestro di stalla della regina Caterina di Braganza, moglie di Carlo II, incarico dal quale venne licenziato per ordine del re per avere mostrato nei confronti della regina "attenzioni di natura troppo ardente". Caterina immediatamente si premurò di nominare il fratello minore, Ralph, a quel medesimo incarico divenuto vacante, il quale si fece da subito una posizione galante a corte. Come abile diplomatico prese parte attiva ai negoziati con i quali Luigi XIV di Francia ottenne la neutralità dell'Inghilterra nella guerra tra Francia e Paesi Bassi.
Entrato in conflitto con lord Danby e con la duchessa di Cleveland, la quale lo denunciò al re, Montagu venne eletto membro del parlamento inglese per la costituente di Northampton nel 1678, con l'intenzione di sostituirsi alla caduta di favore di lord Danby; la sua posizione a ogni modo venne fortemente compromessa da una serie di lettere a suo sfavore che, con la dissoluzione del parlamento, lo posero agli arresti ed egli tentò di fuggire in Francia. Dopo il fallimento di questo progetto continuò a cospirare contro il governo, supportando il movimento che intendeva escludere il Duca di York dalla successione, riconoscendo invece al suo posto il Duca di Monmouth come erede alla corona. Quando suo fratello maggiore premorì al loro padre Ralph divenne erede e poi (alla morte di suo padre nel 1684) barone Montagu di Boughton.
Nonostante i suoi intrighi Montagu seppe guadagnarsi il favore del re Giacomo II d'Inghilterra alla sua ascesa al trono; questo però non lo escluse dal lodare l'ingresso in Inghilterra di Guglielmo d'Orange, il quale per ricompensarlo della sua fedeltà dimostrata lo nominò Visconte Monthermer e Conte di Montagu nel 1689, alla sua ascesa al trono inglese. Montagu nel 1673 aveva sposato la ricca vedova di Joceline Percy, XI conte di Northumberland, lady Elizabeth Wriothesley, figlia di Thomas Wriothesley, IV conte di Southampton, che gli portò in dote una vasta fortuna. Dopo la morte della prima moglie nel 1690 si risposò con la ancora più ricca lady Elizabeth Cavendish, figlia di Henry Cavendish, II duca di Newcastle, e vedova di Christopher Monck, II duca di Albemarle.
La posizione di Ralph Montagu venne rafforzata nel 1705 dal matrimonio di suo figlio con Mary, figlia di John Churchill, I duca di Marlborough e Sarah Churchill, duchessa di Marlborough. In quello stesso anno egli venne nominato Duca di Montagu e Marchese di Monthermer. La sua residenza londinese, Montagu House, Bloomsbury, venne acquistata dal governo nel 1753 per ospitarvi la collezione nazionale di antichità e sul suo sito sorgerà in seguito il British Museum.

## Matrimonio e figli
Montagu e la sua prima moglie Elizabeth Wriothesley furono genitori di due figli:
- John Montagu, II duca di Montagu (c. 1690 – 5 luglio 1749).
- Anne Montagu, sposò Alexander Popham (nipote di Alexander Popham), ed ebbero una figlia, Elizabeth, (n. 20 marzo 1761), la quale sposò in prime nozze Edward Montagu, visconte Hinchingbrooke, e in seconde nozze Francis Seymour, di Sherborne, Dorset.

Montagu e la sua seconda moglie Elizabeth Monck, duchessa di Albemarle non ebbero figli. Attraverso questo matrimonio il I duca di Montagu acquisì anche la Signoria di Bowland, una delle più potenti signorie feudali dell'Inghilterra settentrionale che alla sua morte passò a John, figlio del suo primo matrimonio.